# Ben Chifley
Joseph Benedict Chifley (22 septembre 1885 – 13 juin 1951 ) est un homme d'État australien qui est le seizième Premier ministre d'Australie. Il est l'un des hommes politiques qui à marqué le plus l'histoire de l'Australie. Parmi ses principales réalisations, il faut citer le schéma d'immigration d'après-guerre, la création d'une citoyenneté australienne en 1949, le schéma des Snowy Mountains, la création de la compagnie aérienne nationale TAA (Trans Australia Airlines), un système de sécurité sociale pour les personnes sans travail, la création du service de sécurité intérieure "Australian Security Intelligence Organisation" (ASIO). L'un des seuls référendums couronné de succès pour modifier la constitution australienne eut lieu sous son gouvernement.

## Jeunesse
Il est né à Bathurst en Nouvelle-Galles du Sud. Son père est un forgeron d'origine irlandaise et comme ses trois autres frères, il est élevé par son grand-père qui a perdu toutes ses économies dans le crash bancaire de 1892. Du coup, Chifley garde toute sa vie une aversion pour le système bancaire privé. Il fait ses études à Bathurst et est embauché dans les chemins de fer à l'âge de 15 ans.
Ben Chifley devient conducteur de train, un poste qualifié et à responsabilité. Il est l'un des fondateurs du syndicat des cheminots: l'AFULE ("the Australian Federated Union of Locomotive Enginemen") et un membre actif du parti travailliste australien. En 1914 il épouse Elizabeth Mackenzie. En 1917 il est l'un des leaders de la grève prolongée ce qui entraine son licenciement. Il est réintégré par Jack Lang premier ministre travailliste de Nouvelle-Galles du Sud en 1920. Il représente son syndicat devant les tribunaux et enseigne le droit syndical.

## Début de carrière politique

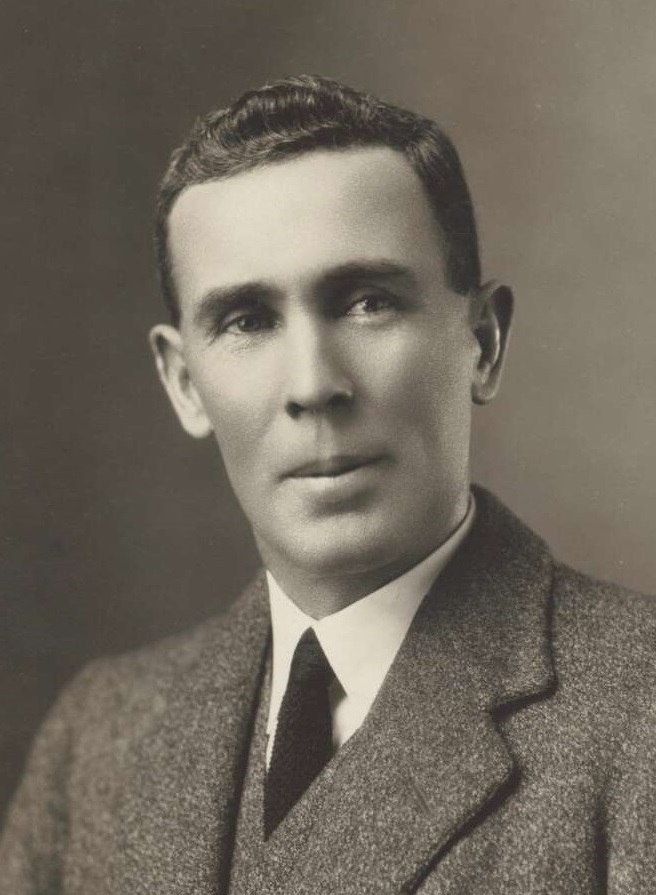
Ben Chifley dans les années 30

En 1928, à sa seconde tentative, Chifley est élu député fédéral de la circonscription de Macquarie. Il est dans l'ensemble un fervent partisan de la politique économique de James Scullin et, en 1931, est nommé Ministre de la Défense. Aux élections fédérales de 1931, le parti travailliste perd la majorité et Chifley son siège. Pendant la Grande Dépression il survit de l'argent de ses beaux-parents et de sa participation dans le journal de Bathurst le "National Advocate".
En 1935, le gouvernement de Joseph Lyons le nomme membre de la "Royal Commission on Banking" ("Commission royale sur le système bancaire"), un sujet dans lequel il est expert. Il propose la nationalisation des banques privées.
Chifley récupère finalement son siège de député aux élections de 1940 et devient l'année suivante Ministre des Finances du gouvernement de John Curtin. Bien que Frank Forde soit l'adjoint de Curtin, Chifley devient le ministre le plus proche de Curtin et il s'occupe de la plupart des affaires courantes alors que Curtin s'occupe de l'effort de guerre. Il est à l'origine de l'augmentation massive des dépenses de l'état et des impôts qui accompagnent cet effort de guerre et impose un système de régulation économique qui le rendent très impopulaire dans le pays.

## Premier ministre

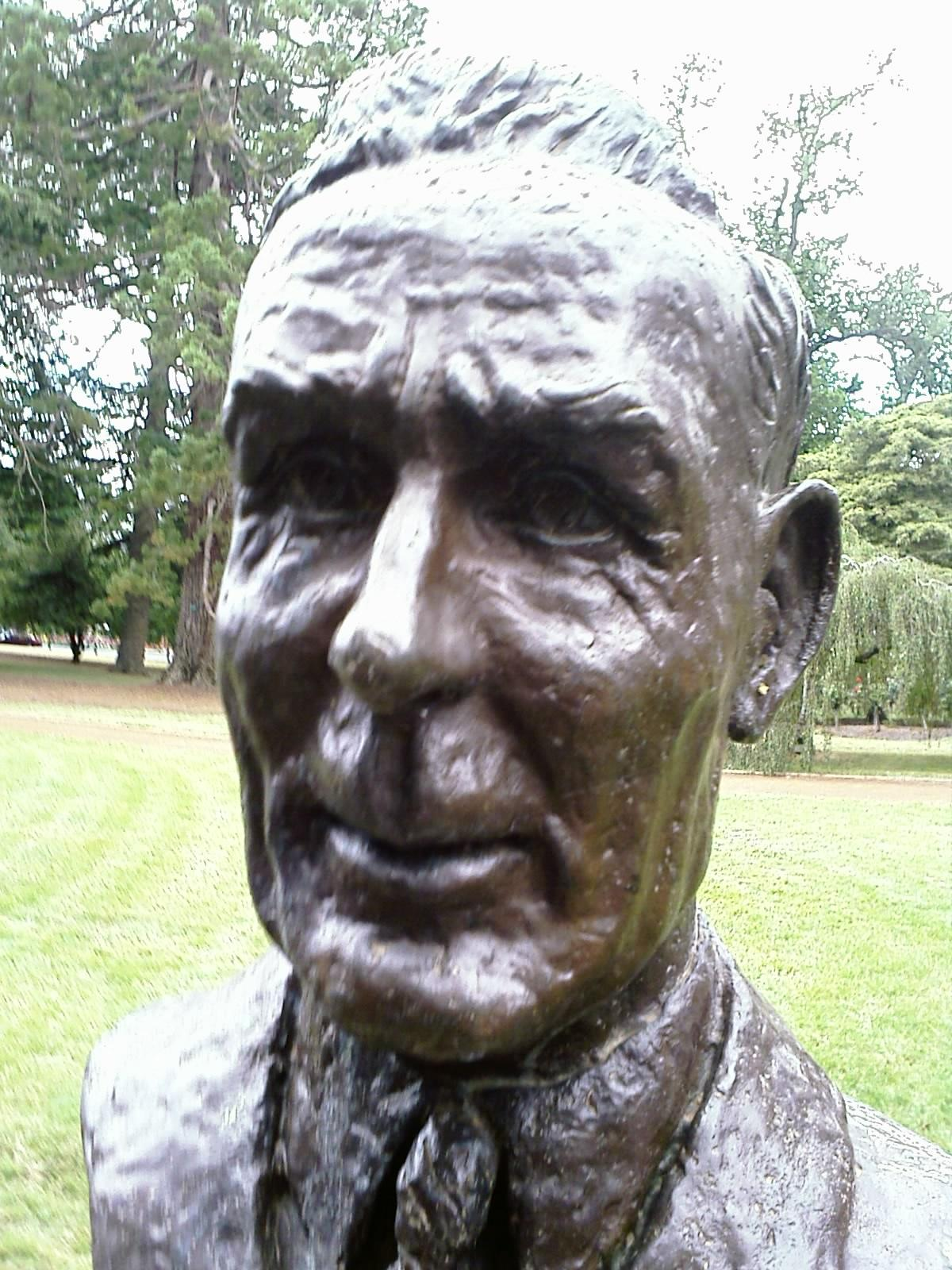
Buste de Ben Chifley à Ballarat.

Quand Curtin meurt en juillet 1945, Forde devient Premier Ministre mais Chifley le bat aux élections internes du parti et le remplace six jours plus tard. Une fois la guerre finie, la vie politique normale reprend son chemin et Chifley affronte Robert Menzies et son nouveau parti libéral aux élections fédérales de 1946. Chifley les remporte confortablement. Dans les années qui suivent la guerre, Chifley maintient les contrôles économiques de la période de guerre notamment le très impopulaire rationnement en essence. Il le fait en partie pour aider la Grande-Bretagne qui se débat dans les difficultés de l'après-guerre.
Se sentant bien assuré dans ses fonctions, Chifley décide qu'il est temps de faire avancer le pays vers le socialisme démocratique prôné par le parti travailliste. En 1947 il annonce l'intention du gouvernement de faire nationaliser les banques ce qui provoque une opposition massive de la presse et des classes moyennes contre le parti travailliste. La Haute Cour australienne décide en dernier recours que le projet de loi n'est pas conforme à la Constitution australienne.
Pendant l'hiver 1949, une grève dure et prolongée des mineurs de charbon provoqua du chômage technique et de difficiles épreuves pour le pays. Chifley considère que la grève est une manœuvre du parti communiste australien pour prendre la place de leader au parti travailliste chez les électeurs traditionnels du parti et il envoie l'armée pour briser la grève. Malgré cette décision, Menzies exploite dans la population l'image de la guerre froide pour expliquer que le parti travailliste est complice du parti communiste.
Tous ces événements, mêlés à l'impression donnée que Chifley et son parti avaient pris progressivement trop d'autorité dans le pays, permet au parti libéral de remporter les élections fédérales de décembre 1949. Chifley a 64 ans et est en mauvaise santé (comme Curtin il a longtemps fumé) mais il refuse d'abandonner la vie politique. Le parti travailliste a la majorité au sénat et Chifley compte bien empêcher le gouvernement Menzies de faire passer ses lois. Mais en 1951, Menzies propose de faire voter une loi qui interdit le parti communiste et Chifley décide de s'y opposer au nom des libertés civiles fondamentales.
Menzies utilise cette décision pour appeler à de nouvelles élections générales en faisant dissoudre les deux chambres en avril 1951 et il réussit à prendre le contrôle des deux. Quelques semaines plus tard, Chifley meurt d'une crise cardiaque dans son appartement de l'hôtel Kurrajong à Canberra (il a vécu là pendant tout son mandat de Premier ministre, ayant refusé d'occuper la résidence officielle, "The Lodge"). Menzies apprit la mort de Chifley alors qu'il allait assister à une cérémonie officielle à l'"Albert Hall" de Canberra pour célébrer les cinquante ans de la création de la fédération australienne. Il demanda que la cérémonie soit arrêtée en signe de respect pour son prédécesseur et adversaire.